# Matěj Hýbl
Matěj Hýbl (* 24. srpen 1994, Olomouc) je český fotbalový obránce a mládežnický reprezentant.

## Klubová kariéra
Hýbl je odchovancem olomoucké Sigmy, kde strávil celkem 16 let. 

### SK Sigma Olomouc
V Olomouci hrál pravidelně pouze za B-tým, za áčko odehrál pouze jedno utkání v poháru. V průběhu angažmá často hostoval, byl v Kolíně, Prostějovu, Vítkovicích a Frýdku-Místku, kde si svými výkony dokonce vybojoval kontrakt.

### FK Frýdek-Místek
Dne 30. června 2019 přestoupil natrvalo do Frýdku-Místku. Za sezonu zde odehrál 15 zápasů a vstřelil jednu branku. 

### FK Teplice
V zimě 2020 přestoupil do svého prvního prvoligového angažmá. Po povedeném zápase v rezervě Teplic dostal prostor ve čtyřech zápasech ve Fortuna:Lize. Debutoval v zápase proti pražským Bohemians, kde v 46. minutě střídal záložníka Matěje Radostu. Teplice tento zápas prohrály 4:0.

### FK Fotbal Třinec
V létě 2020, po půlroce v Teplicích, přestoupil do Třince. Zde hrál téměř pravidelně v základní sestavě, za tři sezony si připsal 69 startů a 5 gólů.

### SFC Opava
V létě 2023 zavítal do již jeho čtvtrého slezského klubu, do Opavy. Setkal se zde se spoluhráčem z Třince, obráncem Jiřím Janoščínem. První sezonu nastupoval pravidelně, v sezoně 2024/25 nastoupil pouze do 13 ligových zápasů. V květnu 2025 byl oznámen jeho konec v dresu Opavy.

### MFK Chrudim
Společně s brankářem Richterem přestoupil v létě 2025 jako volný hráč do Chrudimi.

## Reprezentační kariéra
Hýbl taktéž nastupoval v mládežnických kategoriích České fotbalové reprezentace, celkově si zapsal 25 startů a jednu branku.